# Oritoniscus bonneti
Oritoniscus bonneti är en kräftdjursart som beskrevs av Albert Vandel1957. Oritoniscus bonneti ingår i släktet Oritoniscus och familjen Trichoniscidae. Inga underarter finns listade i Catalogue of Life.